# Pakandangan Barat
Pakandangan Barat is een bestuurslaag in het regentschap Sumenep van de provincie Oost-Java, Indonesië. Pakandangan Barat telt 3594 inwoners (volkstelling 2010).